# Conus balteatus
Espèce
Statut de conservation UICN

 LC  : Préoccupation mineure
Conus balteatus est une espèce de mollusques gastéropodes marins de la famille des Conidae.
Comme toutes les espèces du genre Conus, ces escargots sont prédateurs et venimeux. Ils sont capables de « piquer » les humains et doivent donc être manipulés avec précaution, voire pas du tout.

## Description
La taille d'une coquille adulte varie entre 13 mm et 33 mm. La coquille est brun-olive ou brun violacé, avec une bande blanche plus ou moins irrégulière sous le milieu, et une autre sous la spire tuberculée. L'intérieur de l'ouverture de la coquille est teinté de violet. 

## Distribution
Cette espèce est présente dans l'océan Indien au large du bassin des Mascareignes. et dans l'océan Pacifique occidental (Nouvelle-Calédonie, Vanuatu, Papouasie-Nouvelle-Guinée).

### Niveau de risque d’extinction de l’espèce
Selon l'analyse de l'UICN réalisée en 2011 pour la définition du niveau de risque d'extinction, c'est une espèce à large spectre que l'on peut trouver dans l'océan Indien, du Mozambique au nord à la Somalie, aux Mascareignes, aux Maldives et à l'Indonésie ; dans le Pacifique, elle est présente du Japon à l'Australie-Occidentale et au Queensland et à l'est aux Fidji et aux Samoa. Il vit dans une variété d'habitats. Il n'y a actuellement aucune menace connue qui pourrait affecter la population mondiale de cette espèce, de sorte qu'elle a été classée comme étant de préoccupation mineure.

## Taxonomie

### Publication originale
L'espèce Conus balteatus a été décrite pour la première fois en 1833 par le naturaliste, illustrateur et conchyliologiste britannique George Brettingham Sowerby I (1788-1854) dans la publication intitulée « The conchological illustrations or, Coloured figures of all the hitherto unfigured recent shells »,.

### Synonymes
- Conus (Coronaxis) cernicus H. Adams, 1869 · non accepté
- Conus (Floraconus) balteatus G. B. Sowerby I, 1833 · appellation alternative
- Conus (Rhizoconus) anosyensis Bozzetti, 2008 · non accepté
- Conus (Splinoconus) gilberti (Bozzetti, 2012) · non accepté
- Conus (Splinoconus) olgiatii Bozzetti, 2007 · non accepté
- Conus anosyensis Bozzetti, 2008 · non accepté
- Conus balteatus pigmentatus A. Adams & Reeve, 1848 · non accepté
- Conus cernicus H. Adams, 1869 · non accepté
- Conus circumclausus Fenaux, 1942 · non accepté
- Conus gilberti (Bozzetti, 2012) · non accepté
- Conus moussoni Crosse, 1865 · non accepté
- Conus olgiatii Bozzetti, 2007 · non accepté
- Conus pigmentatus A. Adams & Reeve, 1848 · non accepté > junior subjective synonym
- Conus propinquus E. A. Smith, 1877 · non accepté
- Conus tenuisulcatus G. B. Sowerby II, 1873 · non accepté (invalide : homonyme junior de Conus..)
- invalide : junior homonym of Conus tenuisulcatus G.B. Sowerby II, 1870; Conus propinquus is a replacement name
- Dendroconus balteatus (G. B. Sowerby I, 1833) · non accepté
- Nitidoconus balteatus (G. B. Sowerby I, 1833) · non accepté

### Sous-espèces
- Conus balteatus pigmentatus A. Adams & Reeve, 1848, accepté en tant que Conus balteatus G. B. Sowerby I, 1833

## Identifiants taxonomiques
Chaque taxon catalogué par les bases de données biologiques et taxonomiques possède un identifiant qui permet d'établir un point de référence. Les identifiants de Conus balteatus dans les principales bases sont les suivants :
AFD : Conus_(Floraconus)_balteatus - CoL : 5ZXMB - GBIF : 5728377 - iNaturalist : 431860 - IRMNG : 10530861 - NCBI : 536413 - TAXREF : 91997 - UICN : 192849 - 